# 同级生 (游戏)
《同级生》是élf在1992年12月17日發售的PC-9801平台戀愛遊戲類型日本成人遊戲，後來相继發售其他移植版本。後來還發售日本麻將類型的衍生遊戲《麻雀同級生》、《同級生麻雀》。除遊戲外，也發售過OVA、小說等相關作品。
2020年10月22日FANZA GAMES宣佈對進行重製，于2021年2月26日發售《同級生Remake》（同級生リメイク），2022年4月15日發售中英文版。任天堂Switch版、PlayStation 4版《同级生 Remake CSver》於2024年4月18日發售。

## 角色
官方沒有公開Windows版的聲優。

### 主要角色
（聲優主要為 PC-Engin (PC-E)以及 SEGA Saturn (SS)，OVA有出現的角色會特別註明）

本作男主角，先負學園3年級學生。
櫻木舞（聲優：國府田麻理子〔SS/PC-E 版〕，高橋美紀〔OVA〕，橘まお〔Remake〕）
先負學園3年級學生，游泳部的部員。
田中美沙（聲優：小野寺麻理子〔PC-E 版〕，興梠里美〔SS 版/OVA〕，猫村ゆき〔Remake〕）
先負學園3年級學生，田徑部的主將部員。
黑川里美（聲優：小野綾子〔SS/PC-E 版〕，高田由美〔OVA〕，蒼乃むすび〔Remake〕）
先負學園3年級學生，男主角的青梅竹馬，健二的女朋友。
仁科久留美（聲優：笠原留美，北大路ゆき〔Remake〕）
先負學園3年級學生，一哉的女朋友。
鈴木美穗（聲優：丹下櫻〔SS/PC-E 版〕，浅見淳子〔OVA〕，小波すず〔Remake〕）
先負學園3年級學生，美沙的朋友，廣播部的部員。
芹澤芳子（聲優：井上喜久子，夏峰いろは〔Remake〕）
先負學園的公民老師和男主角的班級老師。
齋籐亞子（聲優：草地章江，柚原みう〔Remake〕）
藥局的店員，20歲。
齋籐真子（聲優：萩森侚子〔SS/PC-E 版〕，安藤亞里沙〔OVA〕，風音〔Remake〕）
亞子的姊姊，先負學園的校醫。
正樹夏子（聲優：深見梨加，歩サラ〔Remake〕）
設計專校的學生，精品店的工讀生。
田町祐美（聲優：水谷優子，白月かなめ〔Remake〕）
藤田製作所的OL。
真行司麗子（聲優：渡邊菜生子，御苑生メイ〔Remake〕）
住在男主角公寓隔壁的已婚婦人。
佐久間千春（聲優：豐嶋真千子，藤崎紗矢香〔Remake〕）
住在男主角公寓附近的飛特族少女。
成瀨香（聲優：永島由子，水野七海〔Remake〕）
矢吹鎮Cat's eye的坐檯小姐。
草薙彌生（聲優：高橋美紀，手塚りょうこ〔Remake〕）
登渡醫院的看護。
櫻木京子（聲優：柳瀨夏美）
舞的妹妹，PCE/SS版的原創角色。
高野綠（聲優：鈴木真仁）
先負學園3年級學生，手藝部的部員，PCE/SS版的原創角色。
堀真純（聲優：平松晶子）
先負警察署交通課的女警，PCE/SS版的原創角色。

### 其他角色
坂上一哉（聲優：古川登志夫）
先負學園3年級學生，男主角的朋友。原本和久留美交往但後來看上夏子後導致兩人開始疏遠。
相原健二（聲優：古谷徹）
先負學園3年級學生，相原集團的大少爺，游泳部的部員。
間太郎（聲優：千葉繁）
先負學園3年級學生。
冬彦（聲優：佐藤浩之）
ひろみ的男朋友。
島本恭子
OVA《同級生クライマックス》的原創角色。

## 衍生遊戲

### 麻雀同級生
《麻雀同級生》是MAKE SOFTWARE（メイクソフトウェア）在1995年上市的脫衣麻將類型街機遊戲，同年上市續作《麻雀同級生Special》（麻雀同級生スペシャル），續作後來在1996年3月29日發售Sega Saturn版。

### 同級生麻雀
《同級生麻雀》是ユーメディア在1997年1月17日發售的PlayStation平台麻將類型遊戲。在ファミ通 423號的クロスレビュー評分中滿分40分獲得23分。

### 雀級生 〜コスプレ★パラダイス〜
是élf在2001年4月27日發售的Game Boy Color平台麻將類型遊戲。登場角色共有12位，其中六位是同級生的女主角另外六位是下級生的女主角。

## OVA

### 同級生 夏の終わりに
OVA《同級生 夏の終わりに》是由Pink Pineapple在1994年7月8日開始發售，全部共4話，英語版的標題是「End of Summer」。

### 同級生クライマックス
《同級生クライマックス》是由Pink Pineapple在1995年12月22日開始發售，全部共2話。

## 小說
《同級生》小說版共有3冊，Wani Books發行的日文版皆未列為十八禁，尖端出版代理的中文版皆列為限制級並列入《映象文庫》叢書；中文版在台灣遭檢舉為有害圖書，慘遭查緝，被尖端出版回收銷毀而絕版（同屬《映象文庫》叢書的《龍騎士》小說版也遭遇同樣的命運）。
- 《同級生 －另一個暑假－》（同級生 －もうひとつの夏休み－）

中山文十郎 文，蛭田昌人 原作，竹井正樹 封套插畫，珠梨やすゆき 內頁插畫，Wani Books 1994年12月10日初版發行（《Elfin Series》叢書，ISBN 4-8470-3115-6），尖端出版代理中文版（列入《映文庫》叢書，ISBN 957-10-0397-2）。
- 《同級生 －星空的回憶－》（同級生 －星空の記憶－）

中山文十郎 文，蛭田昌人 原作，竹井正樹 封套插畫，珠梨やすゆき 內頁插畫，Wani Books 1995年12月30日初版發行（《Carrot Novels》叢書，ISBN 4-8470-3174-1），尖端出版代理中文版（列入《映文庫》叢書，ISBN 957-10-0529-0）。
- 《同級生 －永遠難忘的夏日－》（同級生 －きっと、忘れない夏－）

中山文十郎 文，蛭田昌人 原作，竹井正樹 封套插畫，珠梨やすゆき 內頁插畫，Wani Books 1997年5月10日初版發行（《Carrot Novels》叢書，ISBN 4-8470-3210-1），尖端出版代理中文版（列入《映象文庫》叢書）。

## 評價
《A-CLUB》為《同级生》PCE移植版給予差評，認為雖然移植版應刪去色情場景，但它卻擁有一些輆不露骨的色情埸景，令它「不倫不類」，不過仍評價指整體場景製作得精良。
根據《BugBug》的2021年讀者美少女遊戲人氣投票結果，這部作品的重製版獲得綜合部門第1位、遊戲性部門第1位、聲響部門第1位、配音部門第1位、劇本部門第2位、色情部門第7位。櫻木舞獲得角色部門第1位。美少女遊戲暨動漫相關商品銷售網站Getchu屋亦在每年舉辦美少女遊戲大賞，讓用戶就去年發售的美少女遊戲在不同範疇的表現投票。《同级生》重製版在2021年美少女遊戲大賞中，獲得系統部門第10位。

## 外部連結
- elf（日語）
- 重製版官方網站 （页面存档备份，存于）（日語）
- NS/PS4重製版官方網站 （页面存档备份，存于）（日語）
- 《同级生》在視覺小說數據庫的頁面（英文）
- 《同级生Remake》在視覺小說數據庫的頁面（英文）